# Polyvinylcaprolactam

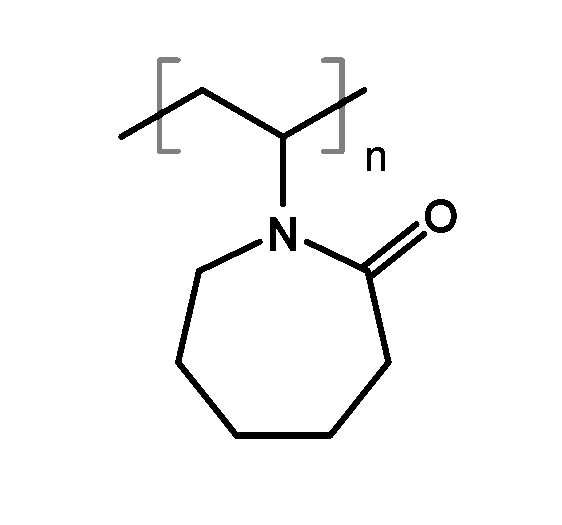
Structuurformule van polyvinylcaprolactam

Polyvinylcaprolactam (PVCL) is een hydrofiel, synthetisch polymeer. Het is goed oplosbaar in koud water maar boven ca. 35°C is het niet meer wateroplosbaar. Dat maakt het geschikt voor thermoresponsieve (co)polymeren.
Het monomeer is N-vinylcaprolactam. De polymerisatie kan gebeuren in waterige oplossing of in een mengsel van water en een organisch solvent, met gebruik van een initiator die vrije radicalen vormt zoals een organische peroxide.

## Toepassingen
PVCL is een cosmetica-ingrediënt. Het wordt gebruikt als haarversteviger en filmvormer in haarlak, haargel, lotions en dergelijke of als stabilisator van haarverfmiddelen.
BASF produceert PVCL voor haarverzorging in het Luviskol®-gamma.
Het kan ook gebruikt worden in de coating van speciaal papier voor inkjetprinters. Als hydrofiel polymeer helpt het om de inkt te doen drogen en te hechten aan het papier. Het beeld verbleekt daarbij minder onder invloed van licht dan met polyvinylpyrrolidon. Een analoge functie (hechtmiddel) heeft PVCL bij het bedrukken van textiel.

## Copolymeren van vinylcaprolactam
Vinylcaprolactam kan copolymeren vormen met andere monomeren. Een entcopolymeer van polyvinylcaprolactam, polyvinylacetaat en polyethyleenglycol wordt gebruikt als hulpstof in de farmaceutische industrie. Het verhoogt de oplosbaarheid van moeilijk oplosbare geneesmiddelen en versnelt de opname ervan. Het is commercieel verkrijgbaar onder de merknaam Soluplus® van BASF.